# دمنة العباسية (وضرة)

تعديل مصدري - تعديل

دمنة العباسية هي إحدى قرى عزلة العميسي بمديرية وضرة التابعة لمحافظة حجة، بلغ تعداد سكانها 183 نسمة حسب تعداد اليمن لعام 2004.